# Linton (Herefordshire)
Linton, ook Linton (Penyard), is een civil parish in het bestuurlijke gebied Herefordshire, in het Engelse graafschap Herefordshire.